# Peperomia astyla
Peperomia astyla är en pepparväxtart som beskrevs av William Trelease. Peperomia astyla ingår i släktet peperomior, och familjen pepparväxter. Inga underarter finns listade i Catalogue of Life.